# Naranjal Don Bosco
Naranjal Don Bosco war eine Ortschaft im Departamento Santa Cruz im Tiefland des südamerikanischen Andenstaates Bolivien.

## Lage im Nahraum
Naranjal Don Bosco war der zweitbevölkerungsreichste Ort im Kanton Azusaqui im Municipio Warnes in der Provinz Ignacio Warnes im westlichen Teil des Departamentos Santa Cruz. Die Ortschaft liegt auf einer Höhe von 313 m sechs Kilometer östlich des nach Norden fließenden Río Piraí, dreizehn Kilometer oberhalb der Mündung des Río Guendá. Die nächstgelegenen größeren Ortschaften sind Azusaqui, Juan Latino und Las Barreras. Seit der Volkszählung von 2012 wird Naranjal Don Bosco nicht mehr als eigenständige Ortschaft notiert.

## Geographie
Naranjal Don Bosco liegt im tropischen Feuchtklima vor dem Ostrand der Anden-Gebirgskette der Cordillera Oriental. Die Region war vor der Kolonisierung von Chiquitano-Trockenwäldern bedeckt, ist heute aber größtenteils Kulturland.
Die mittlere Durchschnittstemperatur der Region liegt bei knapp 24 °C (siehe Klimadiagramm Warnes), die Monatswerte schwanken zwischen 20 °C im Juni/Juli und 26 °C von November bis Februar. Der Jahresniederschlag beträgt etwa 1300 mm, die Monatsniederschläge sind ergiebig und liegen zwischen 35 mm im August und 200 mm im Januar.

## Verkehrsnetz
Naranjal Don Bosco liegt 43 Kilometer nördlich der Departamento-Hauptstadt Santa Cruz und 8 km südlich der Stadt Montero.
Naranjal Don Bosco liegt zwischen den Städten Montero und Warnes direkt an der 1657 km langen Nationalstraße Ruta 4, die das Land in West-Ost-Richtung durchquert, von Tambo Quemado an der chilenischen Grenze bis Puerto Suárez im Dreiländereck Brasilien-Bolivien-Paraguay. Die Straße führt von Westen kommend über Cochabamba, Villa Tunari und Montero nach Warnes, und dann weiter über Santa Cruz und Roboré nach Puerto Suárez und über die Grenze in das brasilianische Corumbá.

## Bevölkerung
Die Einwohnerzahl des Ortes war zwischen 1992 und 2001 um fast die Hälfte angestiegen:
| Jahr | Einwohner | Quelle       |
| ---- | --------- | ------------ |
| 1992 | 478       | Volkszählung |
| 2001 | 689       | Volkszählung |

In der Region sind die Quechua die zahlenmäßig wichtigste indigene Volksgruppe, im Municipio Warnes sprechen 13,5 Prozent der Einwohner Quechua.